# Villa El Salvador (Metro de Lima y Callao)
Villa El Salvador es la primera estación de la línea 1 del Metro de Lima y Callao. Está ubicada en la intersección de las avenidas Separadora Industrial y Juan Velasco Alvarado, en el distrito de Villa El Salvador. Es la terminal sur de la línea y se encuentra a nivel de superficie.

## Historia
La estación fue inaugurada el 28 de abril de 1990, como parte del primer tramo durante el primer gobierno de Alan García Pérez. Producto de la paralización de la obra, la estación estuvo inoperativa aunque se realizaron algunos viajes hasta la estación Atocongo de manera esporádica. Con el reinicio de las obras la estación fue remodelada y entró en operación el 28 de abril de 1990, durante el primer gobierno de Alan García Pérez.
Debido a su calidad de estación terminal, la estación Villa El Salvador fue intervenida en ampliación con la finalidad de ampliar su capacidad de aforo. Con estas obras implementadas, la estación cuenta con nuevos y mejorados accesos, la ampliación de su taquilla con ventanillas amplias, nuevas máquinas de recargas de saldo y un mezzanine amplio con escaleras mecánicas de acceso a los andenes, en la cual se puede contar con servicio de cajero automático a disposición de los usuarios.

## Accesos
El ingreso a la estación es a través de un puente peatonal que conecta ambos lados de la avenida Separadora Industrial, ya que se ubica en medio de la vía, cuenta además con ascensores para uso exclusivo de personas con movilidad reducida. Tanto la plataforma norte como sur están conectadas internamente. Desde 2018, cuenta con una escalera de acceso adicional hacia el sector occidente. 

## Imágenes

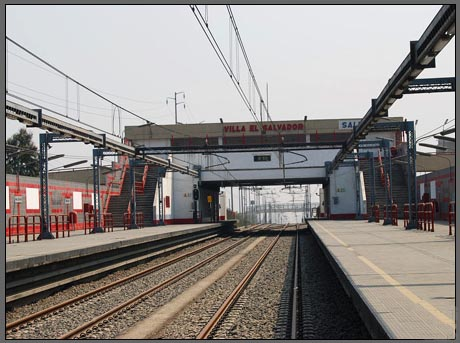
Vista de la estación previa a su remodelación (1989)
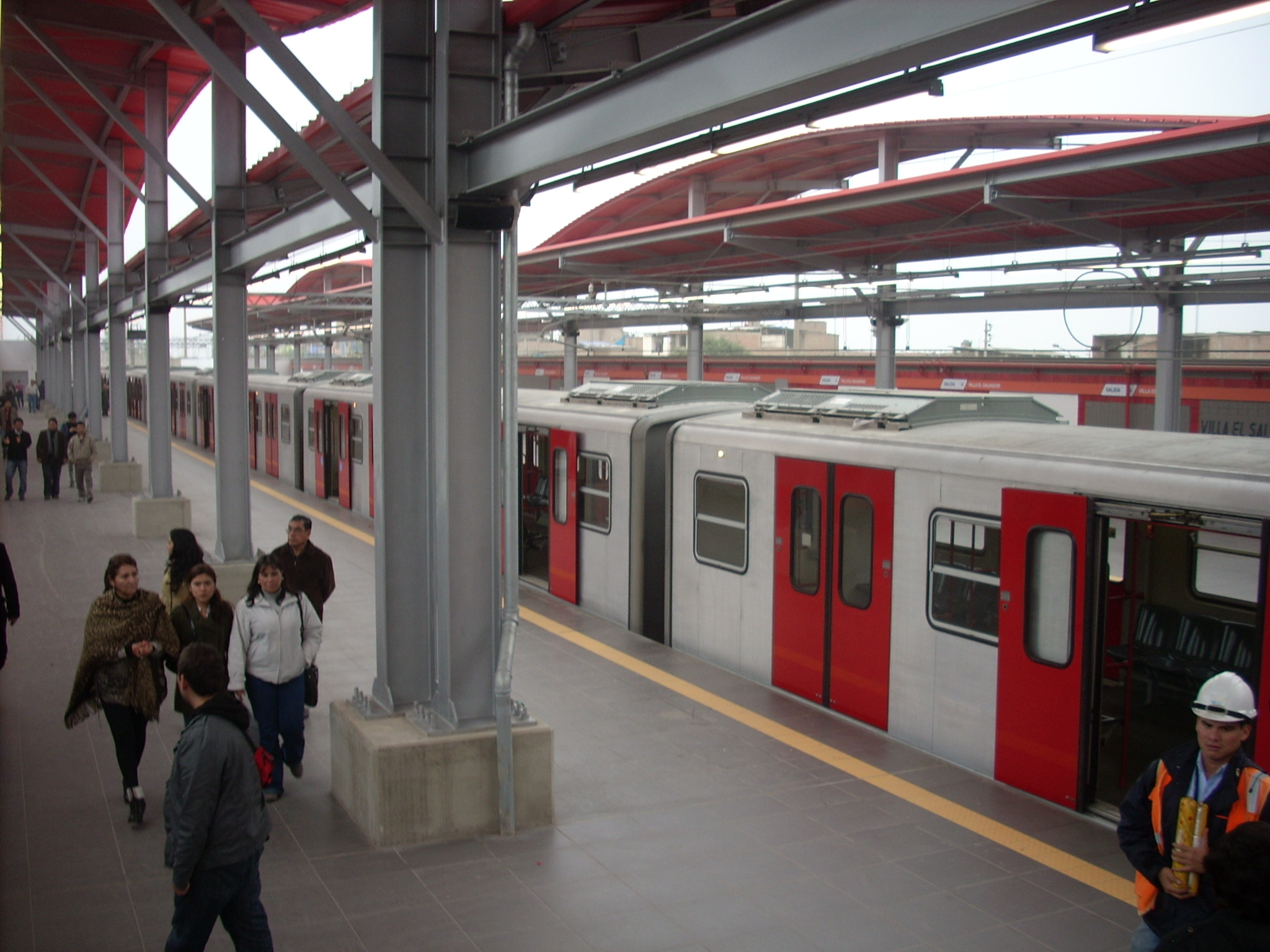
Estación en período de Marcha Blanca (abril 1990)
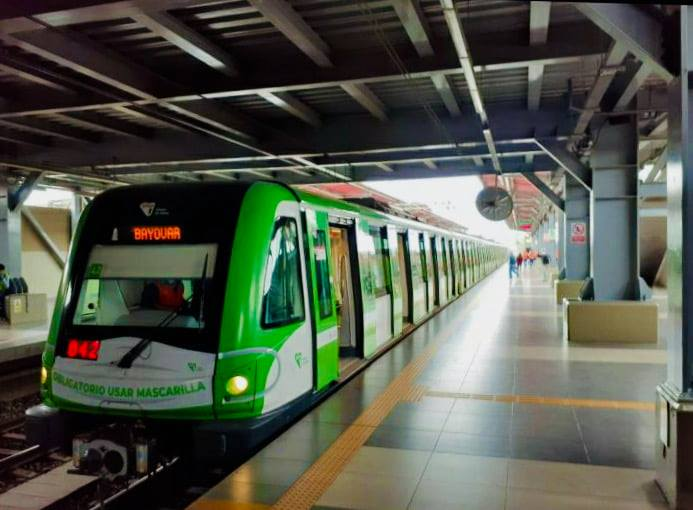
Andén de Estación Villa El Salvador (2020)
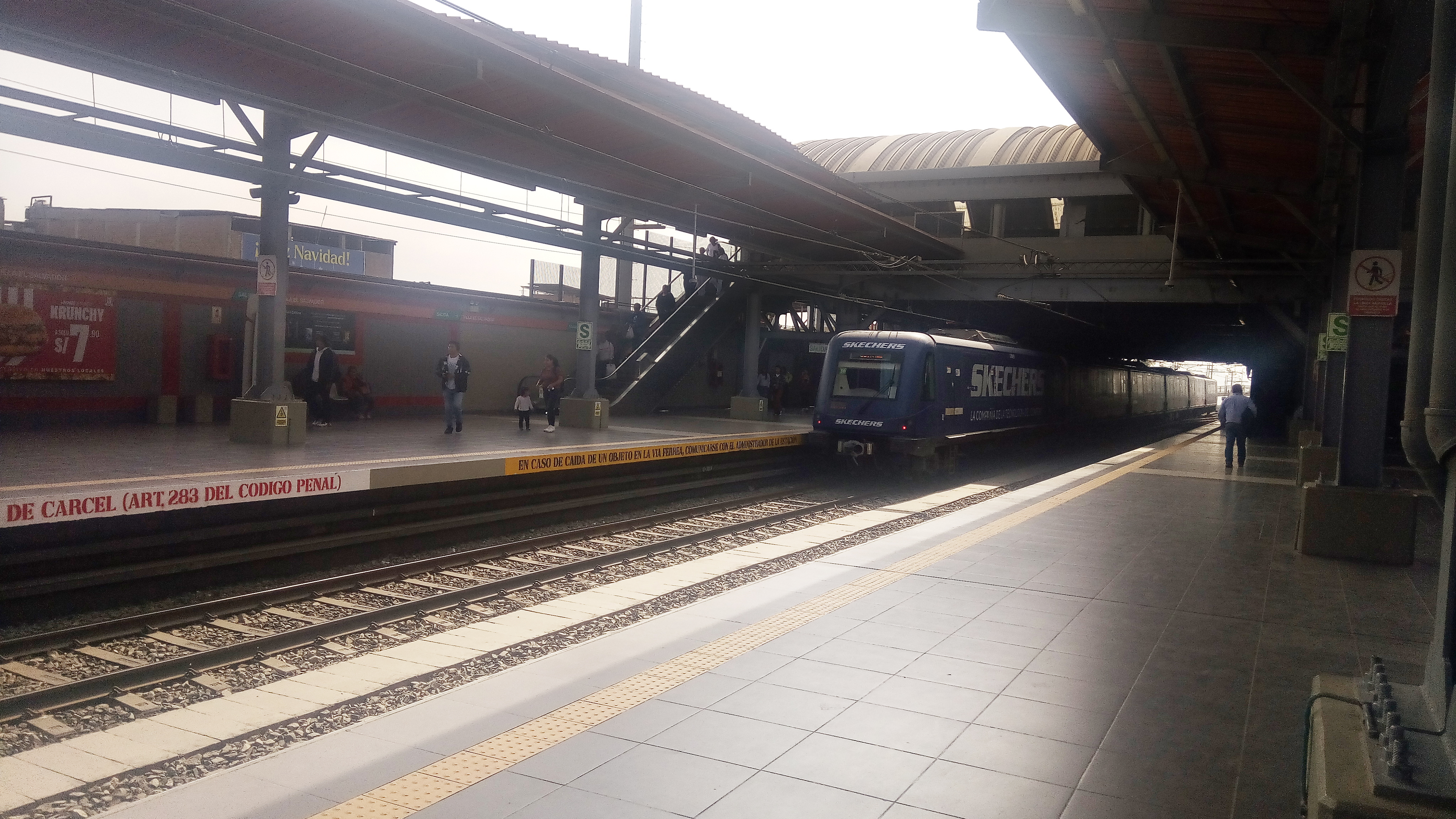
Zona de andén (2024)